# Belle II

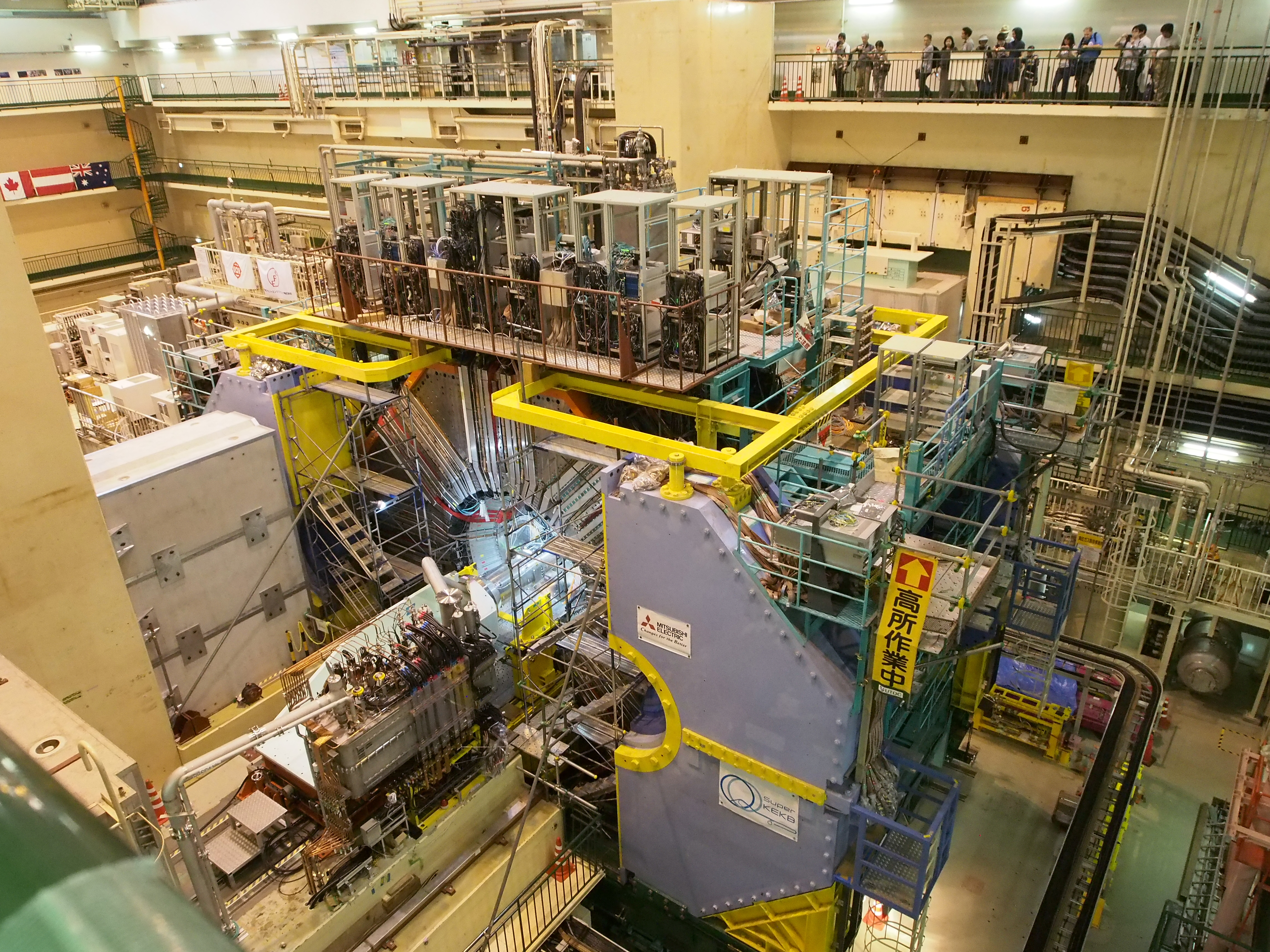
Открытый детектор Belle II перед установкой внутренних детекторов слежения

Belle II — эксперимент в физике элементарных частиц, предназначенный для изучения свойств B-мезонов (тяжёлых элементарных частиц, содержащих b-кварк). Belle II является преемником эксперимента Belle и в настоящее время ведёт набор данных на ускорительном комплексе SuperKEKB в KEK в городе Цукуба, префектура Ибараки, Япония. Детектор Belle II был размещён вокруг точки столкновения коллайдера SuperKEKB, его сборка начата в апреле 2017 года. Belle II начал набор данных в начале 2018 года. Ожидается, что за период работы Belle II соберёт примерно в 50 раз больше данных, чем его предшественник, в основном благодаря 40-кратному увеличению светимости, обеспечиваемой SuperKEKB, по сравнению с коллайдером KEKB.

## Обновление детектора
Бо́льшая часть оригинального детектора Belle была модернизирована, чтобы справиться с более высокой мгновенной светимостью, обеспечиваемой ускорителем SuperKEKB. Два самых внутренних, ближайших к пучку, слоя кремниевого пикового детектора Belle были заменены пиксельным детектором с обеднёнными полевыми транзисторами (DEPFET) и кремниевым вершинным детектором большего размера. Была установлена более крупная центральная система трекинга — многопроволочная дрейфовая камера. Две новые системы идентификации частиц были установлены в переднем эндкапе (система состоит из кольцевого черенковского детектора с аэрогелевым радиатором) и в стволе детектора (система состоит из кварцевых стержней, использующих полное внутреннее отражение черенковских фотонов и измеряющих время распространения). Был  использован существовавший электромагнитный сцинтилляционный калориметр из CsI(Tl), ранее работавший в  Belle (для переднего эндкапа разрабатывается новый калориметр из чистого CsI, который будет установлен на более поздней стадии). Была обновлена электроника считывания калориметра. Наконец, в переднем эндкапе и во внутренних слоях KLM (детектора K0
L-мезонов и мюонов) Belle были установлены сцинтилляторы, во внешних слоях ствола используются оригинальные камеры резистивных пластин, ранее работавшие в Belle.
Целевой объём данных в терминах интегральной светимости за время эксперимента составляет для Belle II 50 000 фб−1 по сравнению с 988 фб−1 (с 711 фб−1 на энергии Y(4S)) на Belle.

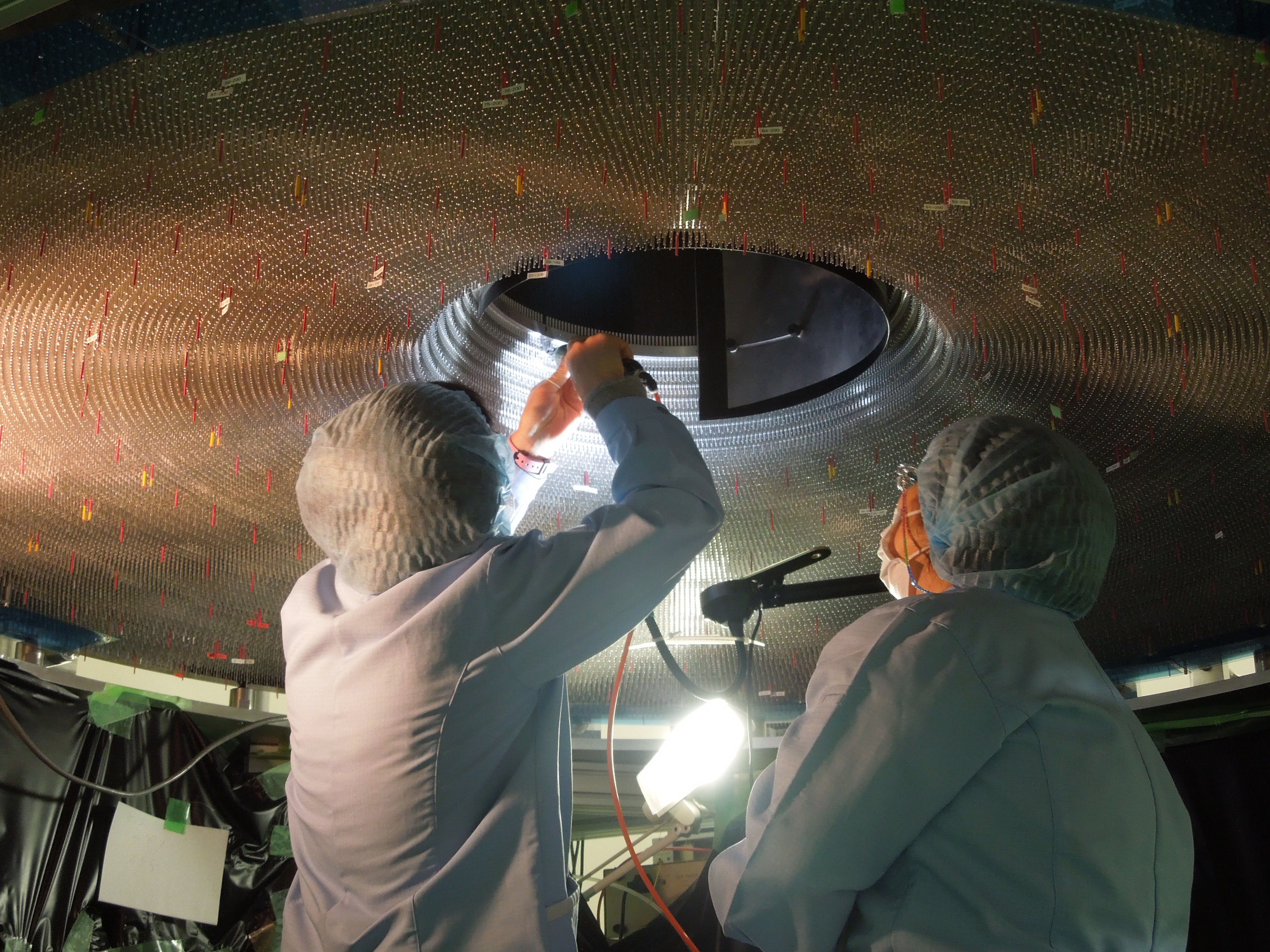
Монтажные работы в Центральной дрейфовой камере (ЦДК) эксперимента Belle II

## График
Набор данных эксперимента Belle II разделён на три этапа :
- Фаза I — завершена в феврале-июне 2016 года: ввод в эксплуатацию SuperKEKB;
- Фаза II — стартовала в начале 2018 года, работа без внутреннего кремниевого вершинного детектора (VXD);
- Фаза III — с 2019 года: набор данных с помощью полностью собранного детектора Belle II.

22 ноября 2018 года была полностью установлена система VXD. 25 марта 2019 года были зарегистрированы первые реальные события с помощью почти полного детектора Belle II (установлена только половина пиксельного детектора, который был завершён в 2020). 15 июня 2020 года SuperKEKB достиг мгновенной светимости 2,22×1034 см−2с−1, превысив рекорд Большого адронного коллайдера (2,14×1034 см−2с−1), установленный в 2018. В июне 2022 года мгновенная светимость была увеличена примерно вдвое, до 4,7×1034 см−2с−1.